# Robert Dołęga
Robert Dołęga, né le 31 décembre 1977 est un haltérophile polonais.

## Biographie
Il est remplaçant aux Jeux olympiques d'été de 2000, puis titulaire 2004 et 2008. Ses frères Marcin et Daniel sont eux aussi haltérophiles.

## Palmarès

### Haltérophilie aux Jeux olympiques
- Haltérophilie aux Jeux olympiques de 2008 à Pékin
  - 8e en moins de 105 kg.
- Haltérophilie aux Jeux olympiques de 2004 à Athènes
  - non classé en moins de 105 kg.

### Championnats du monde d'haltérophilie
- Championnats du monde d'haltérophilie 2009 à Goyang
  - 7e en moins de 105 kg.
- Championnats du monde d'haltérophilie 2006 à Saint-Domingue
  - 4e en moins de 105 kg.
- Championnats du monde d'haltérophilie 2005
  - 6e en moins de 105 kg.
- Championnats du monde d'haltérophilie 2002
  - 7e en moins de 105 kg.
- Championnats du monde d'haltérophilie 2001
  - 5e en moins de 105 kg.
- Championnats du monde d'haltérophilie 1999
  - 8e en moins de 105 kg.

### Championnats d'Europe d'haltérophilie
- Championnats d'Europe d'haltérophilie 2009 à Bucarest
  - 5e en moins de 105 kg.
- Championnats d'Europe d'haltérophilie 2008 à Lignano Sabbiadoro
  -  Médaille de bronze en moins de 105 kg.
- Championnats d'Europe d'haltérophilie 2007 à Strasbourg
  - 7e en moins de 105 kg.
- Championnats d'Europe d'haltérophilie 2006 à Władysławowo
  - 4e en moins de 105 kg.
- Championnats d'Europe d'haltérophilie 2005
  - 5e en moins de 105 kg.
- Championnats d'Europe d'haltérophilie 2004
  - 8e en moins de 105 kg.
- Championnats d'Europe d'haltérophilie 2001
  - 4e en moins de 105 kg.
- Championnats d'Europe d'haltérophilie 2000
  -  Médaille d'argent en moins de 105 kg.